# Klaus Bergdolt
Klaus Bergdolt (* 6. Dezember 1947 in Stuttgart; † 11. Februar 2023 in Köln) war ein deutscher Medizin- und Kunsthistoriker.

## Leben
Nach dem Abitur 1966 am humanistischen Karls-Gymnasium Stuttgart begann Bergdolt 1967 zunächst mit einem Studium der Rechtswissenschaft, wechselte 1968 jedoch zur Medizin. Er studierte in Tübingen, Wien und Heidelberg. 1975 erfolgte hier die Promotion zum Dr. med. Anschließend arbeitete er als Assistent von Wolfgang Jaeger an der Universitätsklinik Heidelberg, wo er 1981 seine Facharztausbildung zum Augenarzt erfolgreich abschloss.
Von 1981 bis 1986 studierte Bergdolt dann Geschichte, Kunstgeschichte, Christliche Archäologie und Religionswissenschaften in Heidelberg und Florenz. 1986 wurde er in Heidelberg mit der Dissertation „Der dritte Kommentar Lorenzo Ghibertis: Naturwissenschaft und Medizin in der Kunsttheorie der Frührenaissance“ summa cum laude zum Dr. phil. promoviert. 1989 erfolgte in Würzburg, wo er bis zu seiner Berufung nach Venedig einen Lehrauftrag als Privatdozent hatte, die Habilitation für Medizingeschichte (Arzt und Krankheit bei Petrarca).
Von 1990 bis 1995 war Bergdolt Direktor des Deutschen Studienzentrums in Venedig, von 1995 bis 2014 ordentlicher Professor für Geschichte und Ethik der Medizin und Direktor des Instituts für Geschichte und Ethik der Medizin an der Universität zu Köln. Bei ihm habilitierten sich Ferdinand Peter Moog, Daniel Schäfer und Christiane Woopen.
Gastvorträge und Gastprofessuren führten ihn in dieser Zeit an zahlreiche Universitäten des In- und Auslands (darunter nach Padua, Messina, Santiago de Chile, Princeton und Peking). Von 1995 bis 2005 war er Vertrauensdozent der Studienstiftung des Deutschen Volkes. Bergdolt war ordentliches Mitglied der Nordrhein-Westfälischen Akademie der Wissenschaften sowie der Europäischen Akademie der Wissenschaften und Künste Salzburg. Von 2003 bis 2013 war er Vorsitzender des Renaissance-Arbeitskreises der Herzog August Bibliothek Wolfenbüttel. Er war bis zu seinem Tod Ehrenmitglied der Accademia di Storia dell’Arte Sanitaria in Rom. Bergdolt gehörte viele Jahre dem Wissenschaftlichen Beirat der Zeitschrift für medizinische Ethik an und war Mitherausgeber von Sudhoffs Archiv. Von 2001 bis 2017 leitete er das Ethik-Konsil des Universitätsklinikums Köln. Von 2005 bis 2013 war er Vorsitzender des Trägervereins des  Deutschen Studienzentrums in Venedig, dessen wissenschaftliches Programm er maßgeblich mitgestaltet hat, sowie Herausgeber der wissenschaftlichen Studi-Reihe des Instituts. 2017 wurde er zum Ehrenmitglied des deutschen Studienzentrums in Venedig ernannt. Von 2013 bis 2016 gehörte er als Experte für Seuchengeschichte dem Nationalen Aids-Beirat an, 2014 bis 2017 leitete er die Gesellschaft der Freunde und Förderer des Deutschen Medizinhistorischen Museums Ingolstadt.
Wissenschaftliche Schwerpunkte waren die Pest- und Seuchengeschichte, das gesunde Leben (Diätetik), die Geschichte der ärztlichen Ethik sowie die Medizin- und Kulturgeschichte des Spätmittelalters und der Renaissance, hier besonders in Italien und Venedig. Bergdolt publizierte auch zur Geschichte der deutsch-italienischen Beziehungen. 2012 erschien sein Buch Deutsche in Venedig, 2018 die historische Analyse Kriminell, korrupt, katholisch? Italiener im deutschen Vorurteil.
Von 2003 bis 2016 war Bergdolt Vorstandsmitglied des Vereins Freunde des Wallraf-Richartz-Museum/Museum Ludwig in Köln, wo er sich besonders der Programmgestaltung der „Jungen Kunstfreunde“ widmete. Er war zudem Mitglied des Vorstands der Freunde des Italienischen Kulturinstituts Köln (seit 2014). Vom Wintersemester 1966/67 bis zu seinem Austritt 2001 war er Mitglied der Studentenverbindung AV Igel Tübingen.
Bergdolt starb am 11. Februar 2023 im Alter von 75 Jahren und wurde am 22. Februar 2023 auf dem Südfriedhof in Köln-Zollstock beigesetzt.

## Schriften (Auswahl)
Monografien
- Das Aortenbogensyndrom und seine Risikofaktoren. 1975, (Zugleich: Heidelberg, Universität, Dissertation, 1976).
- Der dritte Kommentar Lorenzo Ghibertis. Naturwissenschaften und Medizin in der Kunsttheorie der Frührenaissance. Eingeleitet, kommentiert und übersetzt. Verlag Chemie – Acta Humaniora, Weinheim 1988, ISBN 3-527-17610-1 (Zugleich: Heidelberg, Universität, Dissertation, 1986).
- Die Pest 1348 in Italien. Fünfzig zeitgenössische Quellen. Übersetzt von Klaus Bergdolt. Mit einem Nachwort von Gundolf Keil. Heidelberg 1989.
- Arzt, Krankheit und Therapie bei Petrarca. Die Kritik an Medizin und Naturwissenschaft im italienischen Frühhumanismus. Verlag Chemie – Acta Humaniora, Weinheim an der Bergstraße 1992, ISBN 3-527-17775-2 (Zugleich: Würzburg, Universität, Habilitationsschrift mit abweichendem Untertitel Studien zur Medizinkritik im italienischen Frühhumanismus. 1991).
- Der Schwarze Tod in Europa. Die große Pest und das Ende des Mittelalters. C. H. Beck, München 1994, ISBN 3-406-38064-6; 4. Auflage ebenda 2017, ISBN 978-3-406-70594-6.
- Leib und Seele. Eine Kulturgeschichte des gesunden Lebens. Beck, München 1999, ISBN 3-406-45426-7 (engl.: Wellbeing. A cultural History of Healthy Living. Polity, Cambridge u. a. 2008, ISBN 978-0-7456-2914-8).
- Das Gewissen der Medizin. Ärztliche Moral von der Antike bis heute. Beck, 2004, ISBN 3-406-52192-4 (Rezension).
- Die Pest. Geschichte des Schwarzen Todes (= Beck'sche Reihe. 2411). Beck, 2006, ISBN 3-406-53611-5.
- Deutsche in Venedig. Von den Kaisern des Mittelalters bis zu Thomas Mann. Primus, Darmstadt 2011, ISBN 978-3-89678-738-5.
- Kriminell, korrupt, katholisch? Italiener im deutschen Vorurteil. Franz Steiner, Stuttgart 2018, ISBN 978-3-515-12123-1
- Aufsätze zur Medizin- und Wissenschaftsgeschichte. Manutius-Verlag, Heidelberg 2020, ISBN 978-3-944512-27-3.
- Die Weihnachtskrippe. Theologie, Kunst, Anthropologie. Pustet, Regensburg 2021, ISBN 978-3-7917-3285-5.

Herausgeberschaften
- mit Justus Müller Hofstede, Bernd Roeck und Gunter Schweikart: Welche Zukunft für Venedig? Die Lagunenstadt zwischen Erhaltung und Erneuerung. = Quale futuro per Venezia? La città lagunare tra conservazione e rinnovamento (= Centro Tedesco di Studi Veneziani. Quaderni. 46). Centro Tedesco di Studi Veneziani u. a., Venedig u. a. 1993, ISBN 3-7995-4746-0.
- mit Bernd Roeck und Andrew John Martin: Venedig und Oberdeutschland in der Renaissance. Beziehungen zwischen Kunst und Wirtschaft (= Centro Tedesco di Studi Veneziani. Studi. 9) Thorbecke, Sigmaringen 1993, ISBN 3-7995-2709-5.
- Alvise Cornaro: Vom maßvollen Leben. Manutius, Heidelberg 1991, ISBN 3-925678-24-7 (2., überarbeitete Auflage. Ebenda 1997, ISBN 3-925678-68-9).
- mit Jochen Brüning: Kunst und ihre Auftraggeber im 16. Jahrhundert. Venedig und Augsburg im Vergleich (= Colloquia Augustana. Band 5). Akademie-Verlag, Berlin 1997, ISBN 3-05-002823-8.
- mit Walther Ludwig: Zukunftsvoraussagen in der Renaissance (= Wolfenbütteler Abhandlungen zur Renaissanceforschung. Band 23). Harrassowitz, Wiesbaden 2005, ISBN 3-447-05289-9.
- mit Berndt Hamm und Andreas Tönnesmann: Das Kind in der Renaissance (= Wolfenbütteler Abhandlungen zur Renaissanceforschung. Band 25). Harrassowitz, Wiesbaden 2008, ISBN 978-3-447-05762-2.
- Erasmus von Rotterdam: Encomium artis medicae / Lob der Heilkunst. Lateinisch/Deutsch. Manutius, Heidelberg 2008, ISBN 978-3-934877-64-1.
- mit Joachim Knape, Anton Schindling und Gerrit Walther: Sebastian Brant und die Kommunikationskultur um 1500 (= Wolfenbütteler Abhandlungen zur Renaissanceforschung. Band 26). Harrassowitz, Wiesbaden 2010, ISBN 978-3-447-06300-5.
- mit Ingo F. Herrmann: Was ist Gesundheit? Antworten aus Jahrhunderten (= Villa Vigoni im Gespräch. Band 3). Stuttgart 2011.
- mit Manfred Pfister: Dialoge zwischen Wissenschaft, Kunst und Kultur in der Renaissance (= Wolfenbütteler Abhandlungen zur Renaissanceforschung. Band 27). Wiesbaden 2011.
- Festschrift Deutsches Studienzentrum in Venedig. 40 Jahre Forschung und Kunstförderung. Centro Tedesco di Studi Veneziani. 40 Anni di Ricerca. Venedig 2012.
- mit Günter Blamberger, Sabine Meine, Björn Moll: Auf schwankendem Grund. Dekadenz und Tod im Venedig der Moderne (= Morphomata. Band 15). München 2014.
- Klaus Bergdolt, Ausgewählte Aufsätze. Heidelberg 2020.
- Schriftenreihe des Deutschen Studienzentrums in Venedig. Neue Folge. Berlin 2008 ff.:
  - Band 7: Sven Uwe Tjarks: Das venezianische Stadtrecht Paduas vor 1420. Berlin 2013
  - Band 8: Uwe Israel, Michael Matheus (Hrsg.):  Protestanten zwischen Venedig und Rom in der frühen Neuzeit. Berlin 2013
  - Band 10: Hanne Borchmeyer: Das amerikanische Künstlermilieu in Venedig von 1880 bis zur Gegenwart. Berlin 2013
  - Band 5: Evelyn Korsch: Venezianische Repräsentationsstrategien beim Staatsbesuch Heinrichs III. (1574). Berlin 2013
  - Band 6: Sabine Engel: Das Lieblingsbild der Venezianer. Berlin 2012
  - Band 4: Kia Vahland: Sebastiano del Piombos lyrische Bildnisse schöner Frauen. Berlin 2011
  - Band 3: Davide Scruzzi: Eine Stadt denkt sich die Welt. Wahrnehmung geographischer Räume und Globalisierung in Venedig von 1490 bis um 1600. Berlin 2010
  - Band 2: Jan Andreas May: La Biennale di Venezia. Kontinuität und Wandel in der venezianischen Ausstellungspolitik 1895-1948. Berlin 2009
  - Band 1: Peter Lüdemann: Virtus und Voluptas. Beobachtungen zur Ikonographie weiblicher Aktfiguren in der venezianischen Malerei des frühen Cinquecento. Berlin 2008.